# 屏南县城隍庙
屏南县城隍庙，位于中国福建省屏南县双溪镇双溪村。清雍正十三年（1735年）始建，乾隆、嘉靖、道光等历年重修扩建。中轴线建筑由仪门、戏台、拜亭、大殿、后殿等组成，总占地面积1201.08平方米。戏台与拜亭为歇山顶，立四柱，上覆藻井与平板天花；大殿面阔七间，进深七柱，穿斗抬梁混合式梁架，悬山顶。
2009年11月16日公布为第七批福建省文物保护单位。